# 1921 en Géorgie
Chronologie de la Géorgie
- 1917
- 1918
- 1919
- 1920
- 1921
- 1922
- 1923
- 1924
- 1925

Cette page recense des événements qui se sont produits durant l'année 1921 en Géorgie.

Blason de la RSS de Géorgie (25 février 1921)

## Évènements

### Janvier
- 27 janvier
  - Télégramme d’Aristide Briand, président du Conseil des ministres de la République française à Evguéni Guéguétchkori, ministre des Affaires étrangères de la République démocratique de Géorgie reconnaissant cette république[1].
  - Autorisation d’ouverture d’une Légation géorgienne à Paris donnée à Akaki Tchenkéli, ministre plénipotentiaire pour l’Europe de la République démocratique de Géorgie[2].
  - Décès de l'écrivain Ilia Alkhazichvili (né en 1853).

### Février
- 11 février
  - Entrée sur le territoire géorgien par la frontière arménienne (Lori) de détachements de la XIème armée de la Russie soviétique[3].
- 15 février
  - Entrée sur le territoire géorgien par la frontière azerbaïdjanaise de détachements de la XIème armée soviétique, renforcés d’unités de cavalerie[4].
- 16 février
  - Rappel par le gouvernement du général Guiorgui Kvinitadzé au poste de commandant en chef de l'armée nationale géorgienne — cavaliers (400), corps de Cadets (1 000), Garde populaire (5 000)  et  volontaires (20 000) —.
- 17 février
  - Réception par la station radiotélégraphique de Tiflis d’un message de Gueorgui Tchitcherine, commissaire du peuple aux Affaires étrangères du gouvernement soviétique de Moscou proposant sa médiation entre la République démocratique de Géorgie et les Républiques soviétiques en place à Erevan et Bakou.
- 21 février
  - Vote de la Constitution de la République démocratique de Géorgie par l'Assemblée constituante.
- 22 février
  - Message télégraphique du président  du gouvernement géorgien, Noé Jordania ,à Lénine et à Trotsky, après la réponse à Gueorgui Tchitcherine la veille, demandant l’arrêt de l’invasion soviétique
  - Ultimatum[5] envoyé par le gouvernement de la Turquie, d’Ankara à Tiflis, afin d’évacuer les districts d’Ardahan et d’Artvin conformément au Traité de Brest-Litovsk signés le 6 février 1918 par la Russie soviétique et l’Empire allemand,  et à la Convention signée le 4 juin 1918 entre l’Empire ottoman et la République démocratique de Géorgie.
- 24 février
  - Menace d’encerclement militaire de Tiflis[6].
- 25 février
  - Évacuation militaire de Tiflis sur ordre du commandant en chef des forces militaires géorgiennes et regroupement sur la rive gauche du fleuve  Rioni  par le col de Sourami[7].
  - Installation du gouvernement géorgien à Koutaïssi.
  - Proclamation de la République socialiste soviétique de Géorgie à Tiflis, contrôlant la partie Est du territoire, par Mamia Orakhelachvili[8].
- 27 février
  - Entrée sur le territoire géorgien par le col de Mamissoni (2 820 mètres) de détachements d’infanterie de l’armée soviétique, en provenance de l’Ossétie du Nord  et ayant pour objectif Koutaïssi.

### Mars
- 4 mars
  - Entrée sur le territoire géorgien par Soukhoumi de détachements de la IXème armée de la Russie soviétique.
  - Plus de 50 000 soldats soviétiques  présents sur le territoire géorgien : divisions d’infanterie, régiments de cavalerie (Semion Boudienny et Jloba), trains blindés, chars britanniques (pris aux armées blanches) et éléments d’aviation[3].
- 5 mars
  - Entrée soviétique à Tskhinvali et du gouvernement sud-ossète en exil à Vladikavkaz (Ossétie du Nord) ; proclamation d'un comité révolutionnaire ossète (Revkom); refus des autorités bolchéviques d'envisager l'indépendance et l'union avec l'Ossétie du Nord (reconnaissance de l'Ossétie du Sud comme région autonome de la République socialiste soviétique de Géorgie en avril 1922)[9].
- 10 mars
  - Entrée soviétique à Koutaïssi, après évacuation de l’assemblée constituante et du gouvernement géorgiens vers Batoumi.
- 14 mars
  - Entrée soviétique dans le port de Poti.
- 16 mars
  - Votes de l’Assemblée constituante géorgienne —  réunie à Batoumi et présidée par  Nicolas Tchkhéidzé  — : redénomination  en Parlement / motion en faveur du départ du gouvernement en exil  — présidé par Noé Jordania — afin de continuer le combat.
- 17 mars
  - Entrée de l’armée turque (Kyazim Bey) dans les faubourgs de Batoumi.
- 18 mars
  - Accord tacite entre le gouvernement géorgien et le commandement des armées soviétiques afin de laisser le temps aux dernières unités des forces géorgiennes de repousser l’offensive turque[10].
  - Embarquement de la plupart des membres du Parlement et du gouvernement géorgiens sur le croiseur cuirassé français Ernest Renan à destination de Constantinople.
- 20 mars
  - Intensification des combats dans la ville de Batoumi entre l’armée turque et les unités géorgiennes (Guiorgui Mazniachvili) et reprise de la ville[11].
  - Entrée de l’Armée rouge quelques heures plus tard, sans combat : le district de Batoumi reste géorgien contrairement aux Traités de Brest-Litovsk.
  - Bilan global pour les forces militaires géorgiennes : 3 000 soldats et 5 000 civils tués, expatriation des officiers supérieurs et des Cadets survivants (Pologne, France)[12].

### Juillet
- 10 juillet
  - Naissance du compositeur Révaz Lagidzé (décédé en 1981)[13].
- 11 juillet
  - Statut administratif de ville accordé à Bordjomi, Tchiatoura, Khachouri, Khoni, Samtredia et Senaki.

### Août
- 3 août
  - Naissance du cinéaste Rézo Ebralidze.

### Octobre
- 13 octobre
  - Traité de Kars entre la Turquie et la République socialiste soviétique de Géorgie, représentée par Chalva Eliava[14].
- 14 octobre
  - Ambrose le Confesseur élu patriarche de l'Église de Géorgie.

### Novembre
- 7 novembre
  - Décès à l'étranger du peintre Chalva Kikodzé.

### Décembre
- 12 décembre
  - Naissance de la sculpteur Neli Aleksidze.